# Naja Lyberth
Naja Lyberth   (nascida em 1963, na Groenlândia) é uma psicóloga groenlandesa que faz campanha contra as políticas de controle de natalidade por meio da colocação de dispositivos intrauterinos em mulheres das etnias inuítes, das regiões da América do Norte.

## Ativismo
Em 1976, quando Naja Lyberth tinha 13 anos, depois de um exame médico rotineiro na escola, um médico pediu que ela fosse a um hospital porque ela precisava colocar um DIU (dispositivo instrauterino com função contraceptiva). Esta era uma prática governamental para o controle de natalidade entre as pessoas de etnias inuítes que afetou aproximadamente 4.500 mulheres e meninas nas décadas de 1960 e 1970.
Naja Lyberth foi a primeira pessoa a se manifestar abertamente sobre o assunto, iniciando uma campanha pública para coletar informações sobre outras mulheres que foram obrigadas a implantar dispositivo contraceptivo intra-uterino e os locais onde isso aconteceu; e também para compartilhar experiências e fornecer apoio mútuo. Mais de 70 mulheres aderiram imediatamente à campanha e algumas delas compartilharam que tiveram problemas para engravidar, dores e complicações por causa da  implantação do dispositivo contraceptivo intra-uterino. Graças a denúncias como a sua, uma investigação sobre essas práticas governamentais foi iniciada na Groenlândia e na Dinamarca.

## Reconhecimento
Em 2022, Naja Lyberth foi incluída na lista das 100 mulheres mais inspiradoras do mundo, da BBC.